# 高島町 (北海道)
高島町（日语：／ Takashima chō */?）是過去位於北海道後志支廳的一個城鎮，已於1940年9月1日併入小樽市。過去的轄區相當於現在的小樽市高島1丁目至高島5丁目的地區。

## 歷史
- 1870年：設置高島村。
- 1902年4月1日：高島村和祝津村合併為高島村，並成為北海道二級村。[1]
- 1921年4月1日：成為北海道一級村。
- 1922年5月1日：改制為高島町。
- 1940年9月1日：高島町和小樽郡朝里村被併入小樽市。[2]